# Kinyongia tenue
Kinyongia tenue là một loài thằn lằn trong họ Chamaeleonidae. Loài này được Matschie mô tả khoa học đầu tiên năm 1892.